# 済州特別自治道警察庁

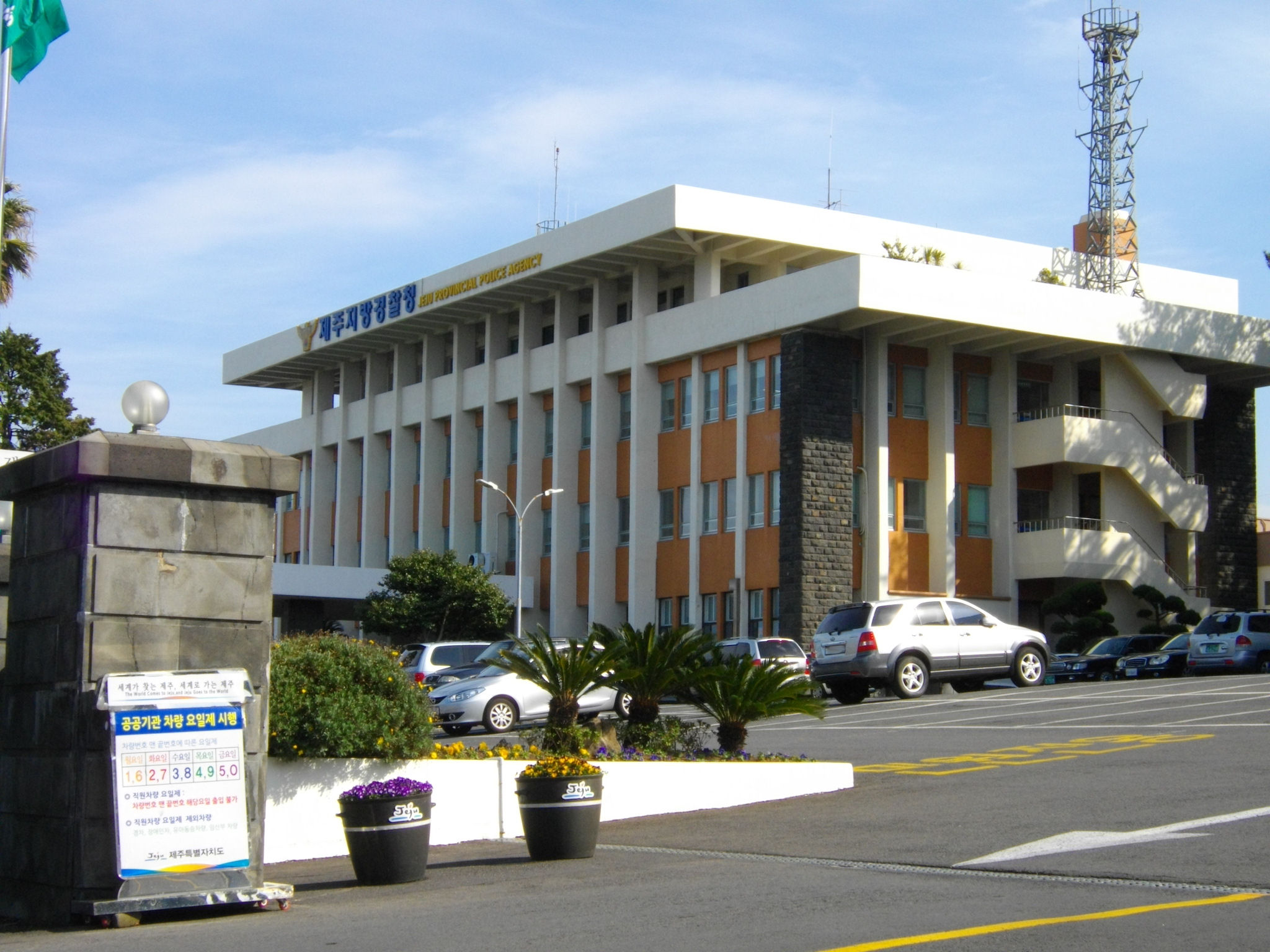
済州特別自治道警察庁庁舎

済州特別自治道警察庁（チェジュとくべつじちどうけいさつちょう、朝鮮語: 제주특별자치도경찰청）は、大韓民国済州特別自治道の治安を担当する警察機関である。
警察庁長は治安監で、本部の住所は済州市文淵路18番地である。
済州地方には他に、当初から自治体警察として発足した済州特別自治道自治警察団が並存しており、本警察庁の自治警察移行後も並存状態が続いている。

## 歴史
- 1945年10月21日 : 国立警察の創設。当初は全羅南道警察に所属。
- 1946年8月1日 : 済州道制施行により、全羅南道警察から分離。済州警察署を設置。
- 1946年12月14日 : 西帰浦警察支署を警察署に昇格。
- 1948年11月19日 : 済州道警察局に改称。
- 1980年4月23日 : 新庁舎に新築移転。
- 1986年11月20日 : 済州国際空港警察隊を創設。
- 1991年8月1日 : 済州道地方警察庁に改称
- 2000年3月23日 : 警察学校を開校。
- 2007年11月30日 : 済州警察署を済州東部警察署と済州西部警察署に分離。
- 2021年1月4日 : 自治警察制への移行により、済州特別自治道警察庁に改称。

## 組織
- 警察庁長
  - 広報担当官
  - 聴聞監査担当官
  - 警務課
  - 生活安全課
  - 捜査課
  - 警備交通課
  - 情報課
  - 保安課
  - 海岸警備団（戦闘警察）
  - 空港警察隊

## 管轄警察署
- 済州東部警察署
- 済州西部警察署
- 西帰浦警察署